# Arthur Godley (1er baron Kilbracken)
John Arthur Godley, 1er baron Kilbracken, (17 juin 1847 - 27 juin 1932), est un aristocrate anglo-irlandais et fonctionnaire britannique, et probablement le plus influent sous-secrétaire d'État permanent pour l'Inde.

## Biographie
Il est le fils unique de John Robert Godley (en), un réformateur colonial, et de Charlotte Godley (en), une épistolière et dirigeante communautaire. Après avoir étudié au Radley College, à Rugby School et au Balliol College d'Oxford (où il remporte le prix Gaisford de vers grecs), son premier poste important est secrétaire privé adjoint de William Ewart Gladstone, alors Premier ministre, pendant les années 1872 à 1874. Il est appelé au barreau à Lincoln's Inn en 1876. Il est élu membre du Hertford College d'Oxford pour la période de 1874 à 1881. En 1880, Godley est nommé commissaire du fisc, poste qu'il occupe jusqu'en 1882. Nommé sous-secrétaire d'État au Bureau de l'Inde en 1883, il y reste 26 ans, prenant sa retraite en 1909. Il est membre de la «Commission royale sur les finances et la monnaie indiennes» en 1913 . Le 8 décembre 1909, il est élevé à la pairie sous le titre de baron Kilbracken, de Killegar dans le comté de Leitrim. Son autobiographie, Réminiscences de Lord Kilbracken, est publiée en 1931, l'année avant sa mort.
Lord Kilbracken est un cousin germain du savant classique A.D. Godley. Il épouse Sarah James fille du 1er baron Northbourne et est remplacé comme baron par son fils Hugh.